# Hercules K 125 T
Die Hercules K 125 T ist ein Leichtkraftrad mit Sachs-Motor der Nürnberger Hercules Werke. Gebaut wurde sie von 1973 bis 1975. Die Zweirad-Union vertrieb das völlig baugleiche Modell unter dem traditionsreichen Namen DKW RT 125.

## Motor und Getriebe
Die K 125 T hat einen Einzylinder-Zweitaktmotor (Typ Sachs 1251/6C) mit Schlitzsteuerung und Umkehrspülung, Hubraum 124 cm³ (a) (Bohrung und Hub 54 mm), mit Leichtmetallzylinder (Zylinderkopf mit fächerartig angeordneten Kühlrippen) und Fahrtwindkühlung. Motorhersteller war Fichtel & Sachs. Die Höchstleistung des Motors beträgt 17 PS (12,5 kW) bei 7500/min; er ist 11,8 : 1 verdichtet. Der Vergaser ist ein 27-mm-Bing, die Zündung eine kontaktlose Motoplat-Thyristor-Magnetzündanlage 6 V 35–5/21  W; Nassbatterie.
Die Antriebskraft wird im Primärantrieb über Zahnräder an eine Mehrscheibenkupplung im Ölbad und ein Sechsganggetriebe mit Ziehkeilschaltung übertragen, von dort über eine gekapselte Rollenkette an das Hinterrad. Fußschalthebel und Kickstarter sind wie bei den meisten deutschen Motorrädern auf der linken Seite.
Ernst Leverkus bemerkte in Das Motorrad, unterhalb von 5000/min sei die Motorleistung gering, darüber steige aber die Leistungskurve von etwa 10 Nm auf 16,3 Nm steil an. Allerdings sei das Sechsganggetriebe nötig, um die Leistungsspitze zwischen 7000 und 8000/min auszunutzen.

## Fahrwerk
Die Hercules K 125 T hat einen Zentralrohrrahmen mit Rohrunterzügen. Der Motor ist vorn an zwei Trägerrohren befestigt, die vom Lenkkopf bis zum Ende des Hauptrohrs reichen. Ein Doppelrohrrahmen ist es dennoch nicht. Das Vorderrad wird an einer ölgedämpften Ceriani-Teleskopgabel (b) geführt, das Hinterrad an einer Schwinge mit ölgedämpften offenen Federbeinen. Vorn und hinten hat die K 125 T Leichtmetall-Vollnabenbremsen mit einem Durchmesser von 160 mm und einer Belagbreite von 30 mm. Die Bereifung vorn hat das Format 2.75–17, hinten 3.00–17. Die Maschine wiegt leer 107 kg, das zulässige Gesamtgewicht beträgt 300 kg.

## Beurteilung im Test
Leverkus beurteilte das Motorrad als sportlich, es sei handlich, wendig und der Motor scheine „trotz hoher Leistung sehr zuverlässig zu sein“. Er bemängelte die nicht verstellbaren Federbeine und den mit 11 Liter Fassungsvermögen etwas zu kleinen Tank (Verbrauch 4,3 l/100 km).  Die Spurhaltung und Kurvenfreudigkeit bewertete er als sehr gut. Die mit Lichtschranke gemessene Höchstgeschwindigkeit mit 68 kg schwerem Fahrer betrug 119,21 km/h.
Die Hercules K 125 T und die baugleiche DKW RT 125 kosteten im zweiten Jahr ihrer Bauzeit 2.695,00 DM.

## Modelle
Nachfolgend die baugleichen Typen mit Bildnachweisen:
- Hercules K 125 T, 125 cm³, 17 PS, 6-Gänge, 1973–1975[4]
- DKW RT 125 E, 125 cm³, 17 PS, 6-Gänge, 1973–1975[5]